# تانكريد ملك صقلية
تانكريد (1138 - 20 فبراير 1194) ملك صقلية من 1189-1194. كان ابنًا غير شرعي لروجر الثالث دوق بوليا، الابن البكر للملك روجر الثاني وإيما بنت أكارد الثاني كونت ليتشي. ورث لقب «كونت ليتشي» من جده وبالتالي فهو غالبًا ما يشار إليه بوصفه تانكريد ليتشي.